# Tostes
Tostes är en kommun i departementet Eure i regionen Normandie i norra Frankrike. Kommunen ligger i kantonen Pont-de-l'Arche som tillhör arrondissementet Les Andelys. År 2018 hade Tostes 443 invånare.

## Befolkningsutveckling
Antalet invånare i kommunen Tostes
Referens:INSEE